# Issegling
Issegling är att med hjälp av vinden förflytta sig på medar över isen. Issegling kan delas upp i två huvudkategorier:
- Skridskosegling, där skridskor på fötterna utgör medarna.
- Isjaktssegling, där en farkost bär både segel och medar.